# Spider (nadwozie)

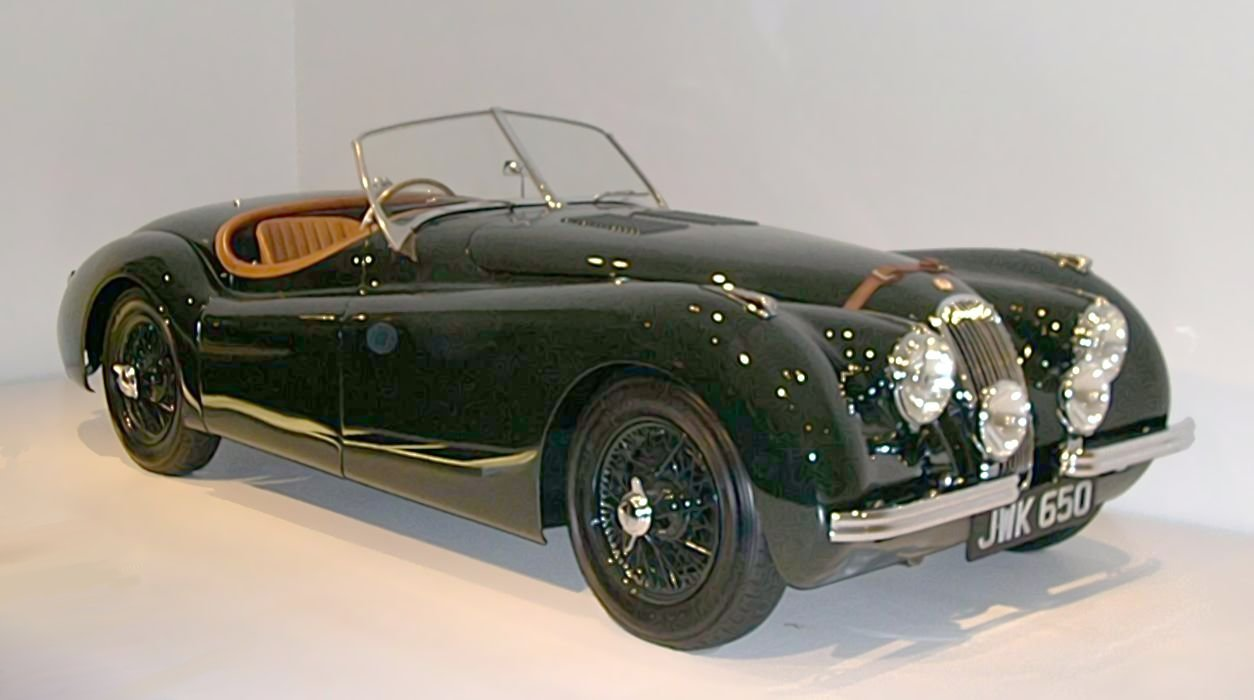
Przykład nadwozia typu spider - Jaguar XK120 z 1950 roku

Spider lub Spyder – początkowo określano tak lekkie pojazdy konne, jak również samochody dwumiejscowe lub 2+2 bez dachu. Obecnie zarówno nazwy spider/spyder oraz roadster (angielski odpowiednik) bardzo często używają handlowcy dla określenia nadwozia z założenia projektowanego jako otwarte, podczas gdy kabriolety zazwyczaj wywodzą się z modeli sedan.